# 埃瑞拱门
埃瑞拱门（Arc Héré）是法国洛林默尔特-摩泽尔省南锡的一座历史建筑，建于18世纪，位于斯坦尼斯拉斯广场与卡里埃尔广场之间，斯坦尼斯拉斯广场的北侧，埃瑞街北端，卡里埃尔广场南侧。
埃瑞拱门兴建于1753-1755年，位于路易十四所建的皇家门旧址。装饰的主题是战争与和平，由月桂和橄榄枝象征。 
埃瑞拱门的创作者是埃马纽埃尔·埃瑞（Emmanuel Héré）。他的灵感来自罗马的塞维鲁凯旋门。 
1923年12月27日，埃瑞拱门列为法国历史古迹。1983年12月，埃瑞拱门作为“南锡的斯坦尼斯拉斯广场、卡里埃尔广场和阿利扬斯广场”的一部分被联合国教科文组织列为世界遗产。

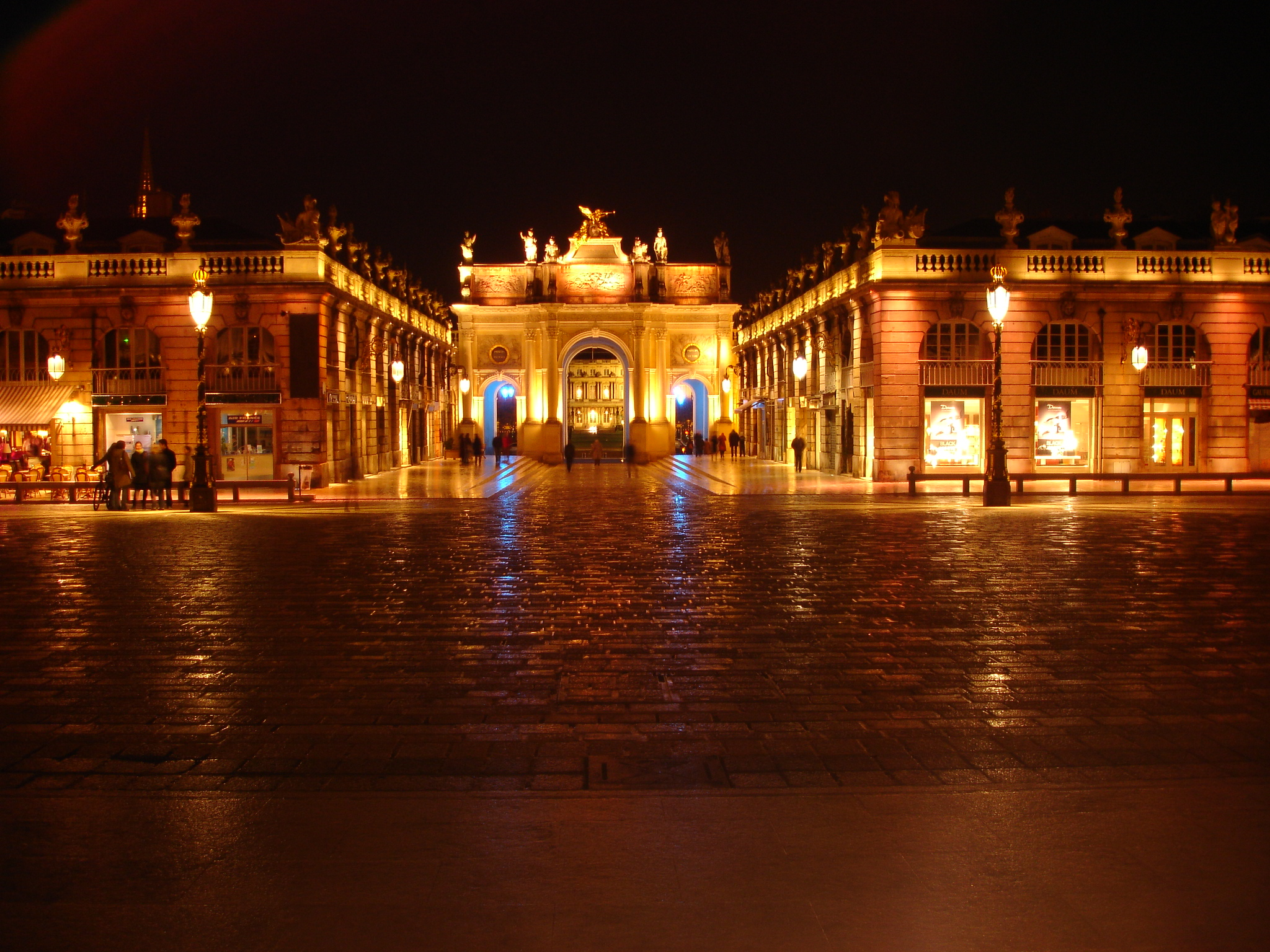
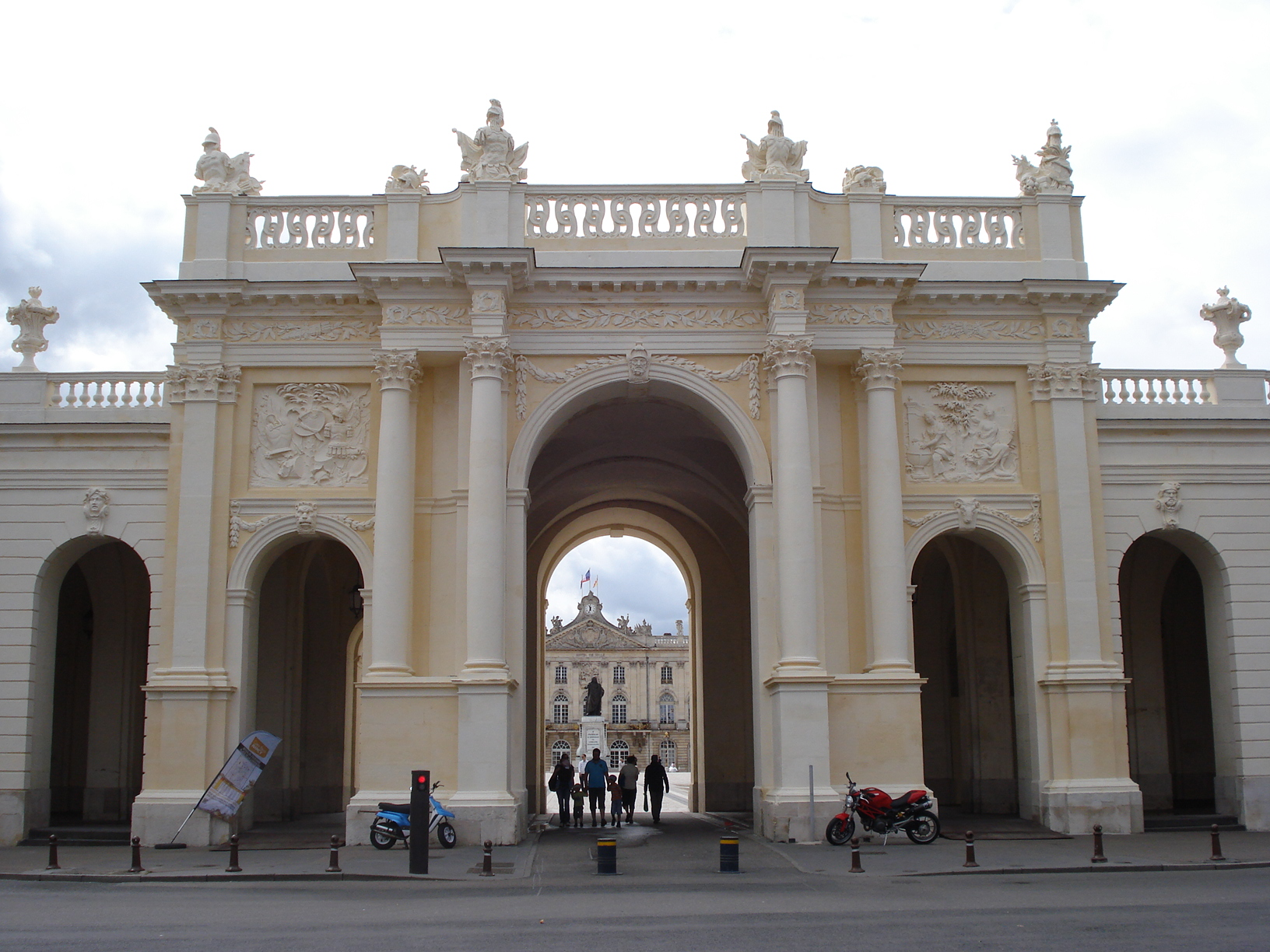
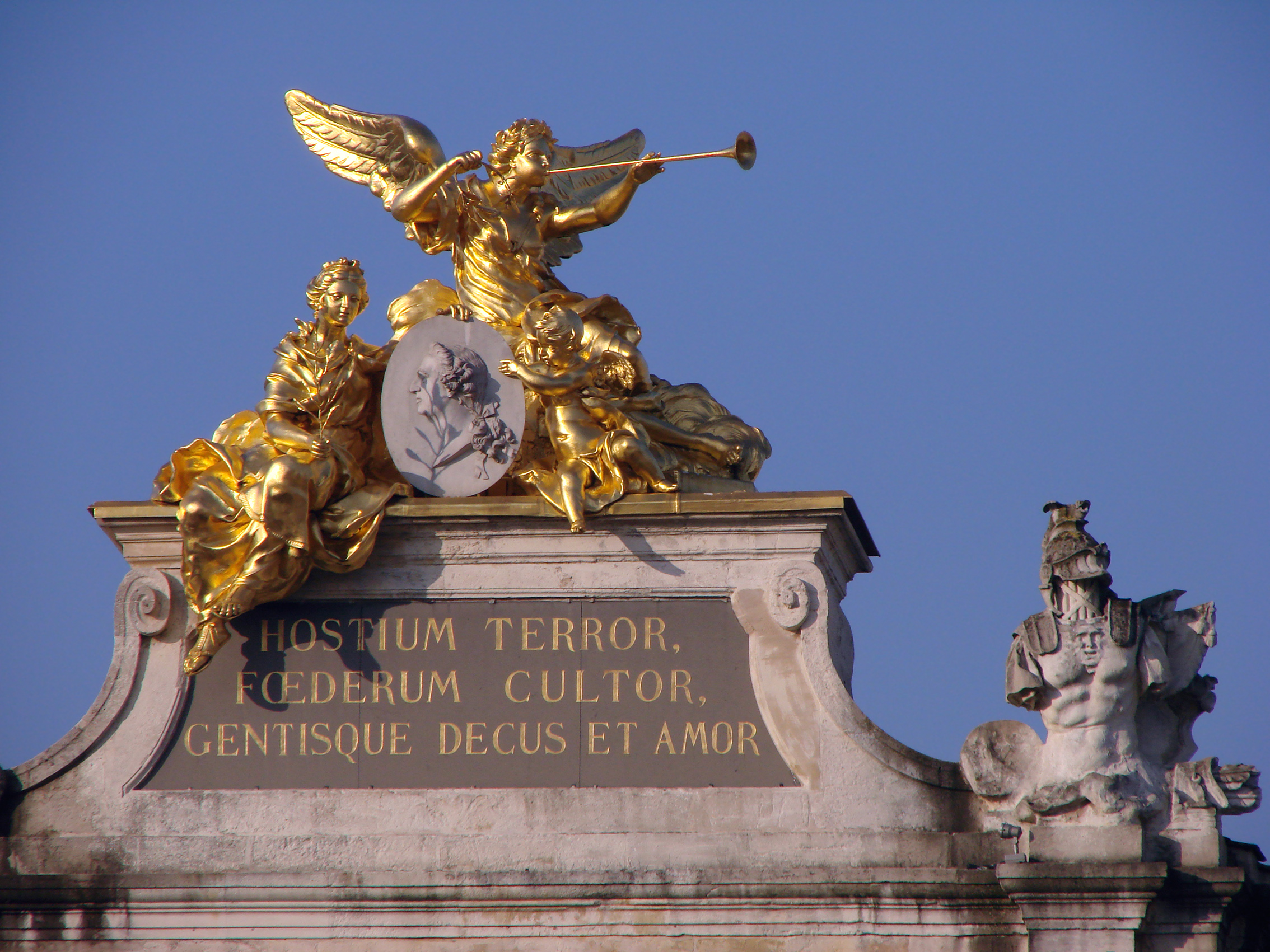
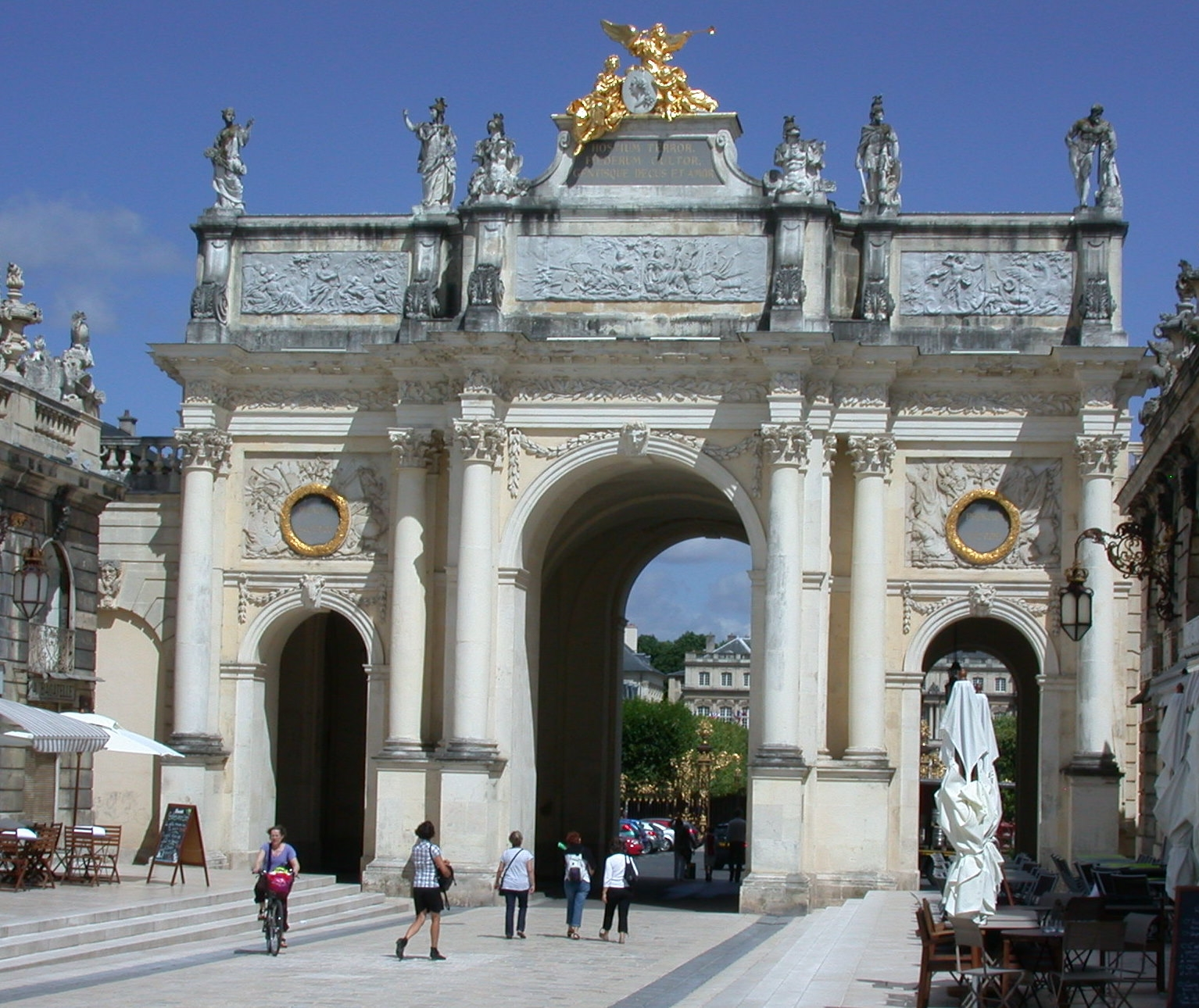